# Andy Irons
Pour les articles homonymes, voir Irons.
Philip Andrew Irons est un surfeur professionnel américain né le 24 juillet 1978 à Hanalei, sur l'île de Kauai à Hawaï et mort le 2 novembre 2010 dans une chambre du Grand Hyatt Hotel à Grapevine dans l'État du Texas, où il faisait étape avant de regagner son domicile dans l'archipel d'Hawaï. Il fut entre 2002 et 2004 le leader mondial du surf en imposant son style et sa domination dans toutes les compétitions, et en battant des surfeurs de légendes comme Kelly Slater. Andy Irons est considéré par beaucoup comme le surfeur le plus talentueux qui ai jamais existé, en effet son style agressif et novateur a fait de lui une icône incontournable du surf.

## Biographie
Triple champion du monde (2002 à 2004), il faisait partie de l'équipe Billabong. Il était l'un des représentants majeurs du surf new-school. Il est considéré comme ayant été le plus grand rival de Kelly Slater dans les années 2000. Leur rivalité exacerbée par les médias mais marquée par une estime mutuelle s'est progressivement transformée en amitié solide. Kelly dédiera d'ailleurs son titre 2010 à Andy.
Son frère Bruce Irons fait aussi partie du haut niveau mondial, évoluant de son côté (l'esprit de famille ne les ayant jamais affecté lors des fréquentes compétitions du WCT).
Andy Irons est retrouvé mort le 2 novembre 2010 dans une chambre d'hôtel de Dallas, où il faisait escale après une hospitalisation à Miami avant de rallier Hawaï. Âgé de 32 ans, il est mort d'un infarctus du myocarde dans un contexte d’intoxication aiguë à plusieurs drogues dont la méthamphétamine (une drogue faisant des ravages à Hawaï) et la cocaïne.
Il laisse sa femme, Lyndie, alors enceinte de 7 mois de leur premier enfant.

## Palmarès
- Champion du monde de surf en 2002, 2003 et 2004.

### Victoires
- 2010
  - Billabong Pro Teahupoo, Teahupoo,Tahiti (WCT)[3]
- 2007
  - Rip Curl Search, Arica, Chili (WCT)
- 2006
  - Rip Curl Pipeline Masters, Banzai Pipeline, Oahu, Hawaii (WCT)
  - Rip Curl Search, La Jolla, Mexique (WCT)
  - Vans Hawaiien Pro, Haleiwa, Oahu, Hawaii (WQS)
- 2005
  - Rip Curl Pipeline Masters, Banzai Pipeline, Oahu, Hawaii (WCT)
  - Quiksilver Pro France, Hossegor, France (WCT)
  - Japan Quiksilver Pro, Chiba, Japon (WCT)
  - Bank of the West Beach, Huntington Beach, Californie (WQS)
- 2004
  - Quiksilver Pro France, Hossegor, France (WCT)
  - Billabong Pro, Jeffreys Bay,Afrique du Sud (WCT)
  - O'Neil World Cup, Sunset Beach, Oahu Hawaii (WQS)
  - The Mr Price Pro, Noth Beach, Durban, Afrique du Sud (WQS)
  - Body Globe Surfabout, Lower Trestles, Californie (WQS)
- 2003
  - X Box Pipeline Masters, Banzai Pipeline, Oahu Hawaii (WCT)
  - Quiksilver Pro France, Hossegor, France (WCT)
  - Niijima Quiksilver Pro, Niijima Island (WCT)
  - Quiksilver Pro, Tavarua/Namotu, Fidji (WCT)
  - Rip Curl Pro Surf, Bells Beach, Victoria, Australie (WCT)
- 2002
  - X Box Pipeline Masters, Banzai Pipeline, Oahu Hawaii (WCT)
  - Billabong Pro, Mundaka, Pays basque (WCT)
  - Billabong Pro Teahupoo, Teahupoo,Tahiti (WCT)
  - Rip Curl Pro Surf, Bells Beach, Victoria, Australie (WCT)
- 2001
  - Rip Curl Pro, Newport Beach, Californie (WQS)
  - G Shok Hawaien Pro, Haleiwa, Oahu Hawaii (WQS)
- 2000
  - Billabong Pro, Trestles, Californie (WCT)
- 1998
  - Op Pro, Huntington Beach, Californie (WCT)
  - G Shok US open, Huntington Beach, Californie (WQS)
- 1997
  - Xcel Pro, Sunset Beach, Oahu Hawaii (WQS)
  - Black Pearl Horu Pro, Teahupoo,Tahiti (WQS)
- 1996
  - Red Dog Summer Pro, Mobile, Oahu Hawaii (WQS)
  - HIC Pipeline Pro, Banzai Pipeline, Oahu Hawaii (WQS)

### WCT
- 2008 : 13e
- 2007 :   5e
- 2006 :   2e
- 2005 :   2e
- 2004 :   1e
- 2003 :   1e
- 2002 :   1e
- 2001 : 10e
- 2000 : 85e
- 1999 : 34e
- 1998 : 21e